# Distrikt Uchumayo
Der Distrikt Uchumayo liegt in der Provinz Arequipa in der Region Arequipa in Südwest-Peru. Der Distrikt besitzt eine Fläche von 270 km². Beim Zensus 2017 wurden 15.391 Einwohner gezählt. Im Jahr 1993 lag die Einwohnerzahl bei 7458, im Jahr 2007 bei 10.672. Die Distriktverwaltung befindet sich in der 1950 m hoch gelegenen Ortschaft Uchumayo mit 1330 Einwohnern (Stand 2017). Uchumayo liegt knapp 15 km westsüdwestlich der Provinz- und Regionshauptstadt Arequipa.

## Geographische Lage
Der Distrikt Uchumayo liegt zentral in der Provinz Arequipa. Der Río Chili, Oberlauf des Río Quilca, durchquert den Norden des Distrikts in westlicher Richtung. Der äußerste Nordosten des Distrikts liegt am Rande des Ballungsraumes von Arequipa. Im Süden des Distrikts dominiert Wüstenvegetation.
Der Distrikt Uchumayo grenzt im Westen an den Distrikt La Joya, im äußersten Nordwesten an den Distrikt Vítor, im Norden an den Distrikt Yura, im Nordosten an den Distrikt Cerro Colorado, im Osten an den Distrikt Tiabaya sowie im Süden an den Distrikt Yarabamba.